# Demonax kezukai
Demonax kezukai är en skalbaggsart som beskrevs av Holzschuh 1984. Demonax kezukai ingår i släktet Demonax och familjen långhorningar.
Artens utbredningsområde är Taiwan. Inga underarter finns listade i Catalogue of Life.